# Liste der Deutschen Meisterinnen im 100-Meter-Hürdenlauf
Der 100-Meter-Hürdenlauf der Frauen löste im internationalen Wettkampfprogramm im Jahre 1969 seinen Vorgänger, den 80-Meter-Hürdenlauf ab, um beim Abstand zwischen den Hürden der Schrittlänge der Läuferinnen besser gerecht zu werden. Es gibt zehn Hürden von jeweils 0,8382 m (30 inches) Höhe. Der Anlauf bis zur ersten Hürde beträgt 13 Meter, die Abstände zwischen den Hürden betragen jeweils 8,50 m, der Auslauf zum Ziel nach der letzten Hürde 10,50 m.
In der Bundesrepublik Deutschland stand der Wettbewerb – zunächst als ausgelagerte Disziplin – neben den 80 Meter Hürden 1968 erstmals auf dem Programm der Deutschen Leichtathletik-Meisterschaften. In der DDR wurde die neue Hürdenstrecke bereits 1967 Bestandteil der Meisterschaften. D. h. zweimal wurden beide kurzen Hürdenstrecken als DDR-Meisterschaft ausgetragen. 1991 wurden die 100 Meter Hürden bei den ersten gemeinsamen Meisterschaften des wiedervereinigten Deutschland in das Programm aufgenommen und sind dauerhafter Bestandteil dieser Meisterschaften.

## Deutscher Meisterschaftsrekord
| 12,69 s | Pamela Dutkiewicz (TV Wattenscheid 01) | Nürnberg | 21. Juli 2018 |

## Gesamtdeutsche Meisterinnen seit 1991 (DLV)
| Jahr | Ort                 | Datum     | Athletin                                     | Zeit [s] / Wind |
| ---- | ------------------- | --------- | -------------------------------------------- | --------------- |
| 2025 | Dresden             | 2. August | Ricarda Lobe (MTG Mannheim)                  | 12,93 / −0,4    |
| 2024 | Braunschweig        | 29. Juni  | Ricarda Lobe (MTG Mannheim)                  | 12,89 / +0,1    |
| 2023 | Kassel              | 8. Juli   | Franziska Schuster (TSV Bayer 04 Leverkusen) | 13,17 / +0,3    |
| 2022 | Berlin              | 25. Juni  | Marlene Meier (TSV Bayer 04 Leverkusen)      | 13,15 / −0,1    |
| 2021 | Braunschweig        | 5. Juni   | Ricarda Lobe (MTG Mannheim)                  | 13,18 / +0,2    |
| 2020 | Braunschweig        | 8. August | Ricarda Lobe (MTG Mannheim)                  | 13,24 / +0,5    |
| 2019 | Berlin              | 3. August | Cindy Roleder (SV Halle)                     | 12,90 / +0,5    |
| 2018 | Nürnberg            | 21. Juli  | Pamela Dutkiewicz (TV Wattenscheid 01)       | 12,69 / −0,7    |
| 2017 | Erfurt              | 8. Juli   | Pamela Dutkiewicz (TV Wattenscheid 01)       | 12,82 / −0,7    |
| 2016 | Kassel              | 18. Juni  | Cindy Roleder (SC DHfK Leipzig)              | 12,86 / −0,1    |
| 2015 | Nürnberg            | 25. Juli  | Cindy Roleder (SC DHfK Leipzig)              | 13,05 / −0,1    |
| 2014 | Ulm                 | 26. Juli  | Nadine Hildebrand (VfL Sindelfingen)         | 12,71 / +2,0    |
| 2013 | Ulm                 | 6. Juli   | Nadine Hildebrand (VfL Sindelfingen)         | 12,90 / −0,9    |
| 2012 | Bochum-Wattenscheid | 16. Juni  | Carolin Nytra (Bremer LT)                    | 12,74 / +1,3    |
| 2011 | Kassel              | 23. Juli  | Cindy Roleder (LAZ im SC DHfK Leipzig)       | 13,10 / −2,3    |
| 2010 | Braunschweig        | 17. Juli  | Carolin Nytra (Bremer LT)                    | 12,71 / −0,9    |
| 2009 | Ulm                 | 4. Juli   | Carolin Nytra (Bremer LT)                    | 12,78 / −0,1    |
| 2008 | Nürnberg            | 5. Juli   | Carolin Nytra (Bremer LT)                    | 12,87 / ±0,0    |
| 2007 | Erfurt              | 21. Juli  | Carolin Nytra (Bremer LT)                    | 13,24 / ±0,0    |
| 2006 | Ulm                 | 15. Juli  | Kirsten Bolm (MTG Mannheim)                  | 12,84 / +1,0    |
| 2005 | Bochum-Wattenscheid | 2. Juli   | Kirsten Bolm (MTG Mannheim)                  | 12,84 / +2,9    |
| 2004 | Braunschweig        | 10. Juli  | Kirsten Bolm (MTG Mannheim)                  | 12,82 / −0,3,   |
| 2003 | Ulm                 | 28. Juni  | Nadine Hentschke (MTG Mannheim)              | 13,14 / −0,3    |
| 2002 | Bochum-Wattenscheid | 7. Juli   | Kirsten Bolm (LT DSHS Köln)                  | 13,03 / −0,6    |
| 2001 | Stuttgart           | 1. Juli   | Kirsten Bolm (LT DSHS Köln)                  | 12,98           |
| 2000 | Braunschweig        | 30. Juli  | Kirsten Bolm (TV Scheeßel Eichenschule)      | 13,04 / −0,3    |
| 1999 | Erfurt              | 4. Juli   | Birgit Hamann, geb. Wolf (VfL Sindelfingen)  | 13,04 / −0,5    |
| 1998 | Berlin              | 5. Juli   | Caren Sonn (MTG Mannheim)                    | 13,20 / ±0,0    |
| 1997 | Frankfurt am Main   | 29. Juni  | Mona Steigauf (USC Mainz)                    | 13,01 / −1,1    |
| 1996 | Köln                | 23. Juni  | Birgit Wolf (VfL Sindelfingen)               | 13,11 / +1,1    |
| 1995 | Bremen              | 2. Juli   | Caren Jung (MTG Mannheim)                    | 13,01 / +0,6    |
| 1994 | Erfurt              | 2. Juli   | Kristin Patzwahl (LAC Halensee Berlin)       | 13,12 / +0,4    |
| 1993 | Duisburg            | 10. Juli  | Kristin Patzwahl (LAC Halensee Berlin)       | 12,98 / −1,5    |
| 1992 | München             | 20. Juni  | Sabine Braun (TV Wattenscheid 01)            | 13,05 / −0,4    |
| 1991 | Hannover            | 27. Juli  | Kristin Patzwahl (SC DHfK Leipzig)           | 13,12 / −0,9    |

## Meisterinnen in derBundesrepublik Deutschlandvon 1968 bis 1990 (DLV)/Meisterinnen in derDDRvon 1967 bis 1990 (DVfL)
| Jahr | Bundesrepublik Deutschland                                      | Bundesrepublik Deutschland                                      | Bundesrepublik Deutschland                                      | Bundesrepublik Deutschland                                      | DDR                       | DDR                  | DDR                                                   | DDR          |
| Jahr | Ort                                                             | Datum                                                           | Athletin                                                        | Zeit [s]                                                        | Ort                       | Datum                | Athletin                                              | Zeit [s]     |
| ---- | --------------------------------------------------------------- | --------------------------------------------------------------- | --------------------------------------------------------------- | --------------------------------------------------------------- | ------------------------- | -------------------- | ----------------------------------------------------- | ------------ |
| 1990 | Düsseldorf                                                      | 11. August                                                      | Gabi Lippe (MTG Mannheim)                                       | 12,82 / −0,5                                                    |                           |                      | Gloria Siebert, gesch. Uibel (SC Cottbus)             |              |
| 1989 | Hamburg                                                         | 12. August                                                      | Claudia Zaczkiewicz, geb. Reidick (MTG Mannheim)                | 12,98 / −1,5                                                    |                           |                      | Cornelia Oschkenat, geb. Riefstahl (SC Dynamo Berlin) |              |
| 1988 | Frankfurt/M.                                                    | 23. Juli                                                        | Claudia Zaczkiewicz, geb. Reidick (MTG Mannheim)                | 12,87 / −0,5                                                    |                           |                      | Cornelia Oschkenat, geb. Riefstahl (SC Dynamo Berlin) |              |
| 1987 | Gelsenkirchen                                                   | 11. Juli                                                        | Claudia Zaczkiewicz, geb. Reidick (MTG Mannheim)                | 12,80 / −0,2                                                    |                           |                      | Gloria Uibel (SC Cottbus)                             |              |
| 1986 | Berlin                                                          | 12. Juli                                                        | Edith Oker (LG Bayer Leverkusen)                                | 13,28 / +2,2                                                    |                           |                      | Cornelia Oschkenat, geb. Riefstahl (SC Dynamo Berlin) |              |
| 1985 | Stuttgart                                                       | 3. August                                                       | Ulrike Denk (LG Bayer Leverkusen)                               | 12,84 / +1,1 (BR)                                               | Leipzig                   | 9. bis 11. August    | Cornelia Oschkenat, geb. Riefstahl (SC Dynamo Berlin) | 12,85        |
| 1984 | Düsseldorf                                                      | 22. Juni                                                        | Ulrike Denk (ASV Köln)                                          | 13,12 / −1,2                                                    | Erfurt                    | 1. bis 3. Juni       | Cornelia Riefstahl (SC Dynamo Berlin)                 | 12,64        |
| 1983 | Bremen                                                          | 26. Juni                                                        | Heike Filsinger (MTG Mannheim) Ulrike Denk (ASV Köln)           | 13,11 / +0,5                                                    | Karl-Marx-Stadt/ Chemnitz | 16. bis 18. Juni     | Bettine Jahn, geb. Gärtz (SC Karl-Marx-Stadt)         | 12,58        |
| 1982 | München                                                         | 25. Juli                                                        | Heike Filsinger (MTG Mannheim)                                  | 13,28 / +0,2                                                    | Dresden                   | 30. Juni bis 3. Juli | Bettine Gärtz (SC Karl-Marx-Stadt)                    | 12,57        |
| 1981 | Gelsenkirchen                                                   | 19. Juli                                                        | Silvia Kempin, geb. Käwel (LG Bayer Leverkusen)                 | 12,96 / +3,4                                                    | Jena                      | 7. bis 9. August     | Kerstin Knabe, geb. Claus (SC DHfK Leipzig)           | 13,08        |
| 1980 | Hannover                                                        | 17. August                                                      | Silvia Kempin, geb. Käwel (LG Bayer Leverkusen)                 | 13,26 / +0,69                                                   | Cottbus                   | 16. bis 18. Juli     | Johanna Klier, geb. Schaller (SC Turbine Erfurt)      | 12,51 / +3,2 |
| 1979 | Stuttgart                                                       | 12. August                                                      | Doris Baum (TK Grevenbroich)                                    | 13,02 / +2,3                                                    | Karl-Marx-Stadt/ Chemnitz | 9. bis 12. August    | Kerstin Claus (SC DHfK Leipzig)                       | 12,87        |
| 1978 | Köln                                                            | 28. Mai                                                         | Silvia Kempin, geb. Käwel (TuS 04 Leverkusen)                   | 13,34 / ±0,0                                                    |                           |                      | Johanna Klier, geb. Schaller (SC Turbine Erfurt)      |              |
| 1977 | Hamburg                                                         | 7. August                                                       | Silvia Kempin, geb. Käwel (TuS 04 Leverkusen)                   | 13,38 / +0,3                                                    |                           |                      | Johanna Klier, geb. Schaller (SC Turbine Erfurt)      |              |
| 1976 | Frankfurt/M.                                                    | 15. August                                                      | Silvia Kempin, geb. Käwel (TuS 04 Leverkusen)                   | 13,60 / −1,3                                                    |                           |                      | Johanna Schaller (SC Turbine Erfurt)                  |              |
| 1975 | Gelsenkirchen                                                   | 29. Juni                                                        | Silvia Kempin, geb. Käwel (TuS 04 Leverkusen)                   | 13,38 / −0,1                                                    |                           |                      | Annerose Fiedler, geb. Krumpholz (SC Turbine Erfurt)  |              |
| 1974 | Hannover                                                        | 28. Juli                                                        | Marlies Koschinski (TSV Bayer 04 Leverkusen)                    | 13,58 / 2,76                                                    |                           |                      | Annelie Ehrhardt, geb. Jahns (SC Magdeburg)           |              |
| 1973 | Berlin                                                          | 22. Juli                                                        | Uta Nolte (TuS 04 Leverkusen)                                   | 13,60 / +0,9                                                    |                           |                      | Annelie Ehrhardt, geb. Jahns (SC Magdeburg)           |              |
| 1972 | München                                                         | 23. Juli                                                        | Heidi Schüller (TSV Bayer 04 Leverkusen)                        | 13,28                                                           |                           |                      | Annelie Ehrhardt, geb. Jahns (SC Magdeburg)           |              |
| 1971 | Stuttgart                                                       | 11. Juli                                                        | Margit Bach (TSV Bayer 04 Leverkusen)                           | 13,3                                                            |                           |                      | Karin Balzer, geb. Richert (SC Leipzig)               |              |
| 1970 | Berlin                                                          | 9. August                                                       | Margit Bach (OSC Hoechst)                                       | 13,1                                                            |                           |                      | Annelie Jahns (SC Magdeburg)                          |              |
| 1969 | Düsseldorf                                                      | 17. August                                                      | Heide Rosendahl (TuS 04 Leverkusen)                             | 13,8                                                            |                           |                      | Karin Balzer, geb. Richert (SC Leipzig)               |              |
| 1968 | Geretsried                                                      | 21. Juli                                                        | Walburga Waneck (TSV 1860 München)                              | 14,2                                                            |                           |                      | Petra Gloger (SC Dynamo Berlin)                       |              |
| 1967 | BR Deutschland: Wettbewerb noch nicht im Meisterschaftsprogramm | BR Deutschland: Wettbewerb noch nicht im Meisterschaftsprogramm | BR Deutschland: Wettbewerb noch nicht im Meisterschaftsprogramm | BR Deutschland: Wettbewerb noch nicht im Meisterschaftsprogramm |                           |                      | Inge Köppen (SC Dynamo Berlin)                        |              |